# Stráně u Drahobuzi
Stráně u Drahobuzi este o arie protejată (arie specială de conservare — SAC, sit de importanță comunitară — SCI) din Republica Cehă întinsă pe o suprafață de 7,85 ha, integral pe uscat.

## Localizare
Centrul sitului Stráně u Drahobuzi este situat la coordonatele 50°31′34″N 14°20′05″E / 50.526111°N 14.334722°E.

## Înființare
Situl Stráně u Drahobuzi a fost declarat sit de importanță comunitară în noiembrie 2009 pentru a proteja un număr necunoscut de specii din flora spontană și fauna sălbatică aflate în arealul zonei. Situl a fost protejat și ca arie specială de conservare în martie 2016.

## Biodiversitate
Situată în ecoregiunea continentală, aria protejată conține 1 habitat natural: Pajiști uscate seminaturale și facies de acoperire cu tufișuri pe substraturi calcaroase (Festuco-Brometalia) (* situri importante pentru orhidee).
La baza desemnării sitului se află un număr nedeclarat de specii protejate.